# Шабалінське
Шаба́лінське (рос. Шабалинское) — присілок у складі Слободського району Кіровської області, Росія. Входить до складу Закарінського сільського поселення.
Населення становить 4 особи (2010, 7 у 2002).
Національний склад станом на 2002 рік — росіяни 100 %.